# Пекери
Пекери (порт. Pequeri) — муниципалитет в Бразилии, входит в штат Минас-Жерайс. Составная часть мезорегиона Зона-да-Мата. Входит в экономико-статистический микрорегион Жуис-ди-Фора. Население составляет 3238 человек на 2006 год. Занимает площадь 90,929 км². Плотность населения — 35,6 чел./км².

## История
Город основан 13 декабря 1953 года. 

## Статистика
- Валовой внутренний продукт на 2003 год составляет 11 821 963,00 реалов (данные: Бразильский институт географии и статистики).
- Валовой внутренний продукт на душу населения на 2003 год составляет 3769,76 реалов (данные: Бразильский институт географии и статистики).
- Индекс развития человеческого потенциала на 2000 год составляет 0,746 (данные: Программа развития ООН).